# Diócesis de Segú
La diócesis de Segú (en latín: Dioecesis Seguen(sis) y en francés: Diocèse de Ségou) es una circunscripción eclesiástica latina de la Iglesia católica en Malí, sufragánea de la arquidiócesis de Bamako. La diócesis tiene al obispo Augustin Traoré como su ordinario desde el 30 de octubre de 2003.

## Territorio y organización
La diócesis extiende su jurisdicción sobre los fieles católicos de rito latino residentes en los círculos de Barueli, Niono y Segú de la región de Segú y el círculo de Dioila de la región de Kulikoró.
La sede de la diócesis se encuentra en la ciudad de Segú, en donde se halla la Catedral de la Inmaculada Concepción. 
En 2020 la diócesis estaba dividida en 6 parroquias.

## Historia

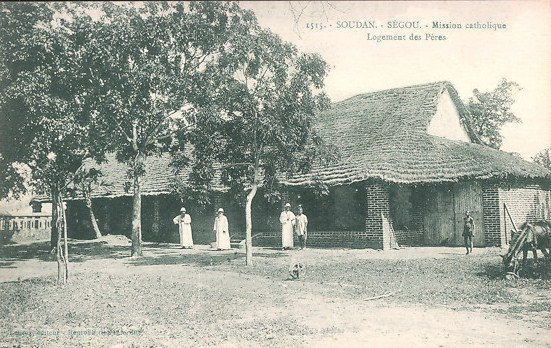
Postal antigua (1915) que representa a los misioneros frente a la misión de Segú

Los primeros misioneros en llegar a la ciudad de Segú fueron los Misioneros de África Ficheux, Eveillard, Hacquard y Dupuis, el 1 de abril de 1895. Estos dos últimos continuaron hasta Tombuctú, mientras que los otros dos se detuvieron y fundaron la misión de Segú, que durante muchos años permaneció unida a Bamako.
La diócesis fue erigida el 10 de marzo de 1962 con la bula Sacra christiani del papa Juan XXIII separando territorio de la arquidiócesis de Bamako.

## Episcopologio
- Pierre Louis Leclerc, M.Afr. † (10 de marzo de 1962-1 de julio de 1974 renunció)
- Mori Julien-Marie Sidibé † (1 de julio de 1974-25 de marzo de 2003 falleció)
- Augustin Traoré, desde el 30 de octubre de 2003

## Estadísticas
De acuerdo al Anuario Pontificio 2021 la diócesis tenía a fines de 2020 un total de 26 130 fieles bautizados.
| Año                                                                             | Población            | Población | Población      | Sacerdotes | Sacerdotes    | Sacerdotes    | Bautizados por sacerdote | Diáconos permanentes | Religiosos | Religiosos | Parroquias |
| Año                                                                             | Bautizados católicos | Total     | % de católicos | Total      | Clero secular | Clero regular | Bautizados por sacerdote | Diáconos permanentes | Varones    | Mujeres    | Parroquias |
| ------------------------------------------------------------------------------- | -------------------- | --------- | -------------- | ---------- | ------------- | ------------- | ------------------------ | -------------------- | ---------- | ---------- | ---------- |
| 1969                                                                            | 4850                 | 645 000   | 0.8            | 17         | 17            |               | 285                      |                      |            | 19         | 5          |
| 1980                                                                            | 6220                 | 820 000   | 0.8            | 15         | 3             | 12            | 414                      |                      | 14         | 18         | 5          |
| 1990                                                                            | 9411                 | 1 283 000 | 0.7            | 11         | 6             | 5             | 855                      |                      | 5          |            | 5          |
| 1999                                                                            | 11 466               | 1 750 000 | 0.7            | 12         | 10            | 2             | 955                      |                      | 2          | 25         | 5          |
| 2000                                                                            | 11 681               | 1 752 000 | 0.7            | 13         | 11            | 2             | 898                      |                      | 2          | 23         | 5          |
| 2002                                                                            | 12 379               | 2 563 140 | 0.5            | 12         | 10            | 2             | 1031                     |                      | 3          | 23         | 5          |
| 2003                                                                            | 12 970               | 2 563 140 | 0.5            | 15         | 13            | 2             | 864                      |                      | 3          | 26         | 5          |
| 2004                                                                            | 13 399               | 2 784 052 | 0.5            | 15         | 13            | 2             | 893                      |                      | 2          | 26         | 5          |
| 2010                                                                            | 15 799               | 2 000     | 0.8            | 17         | 14            | 3             | 929                      |                      | 3          | 25         | 6          |
| 2014                                                                            | 22 568               | 2 180 000 | 1.0            | 15         | 15            |               | 1504                     |                      |            | 26         | 6          |
| 2017                                                                            | 24 510               | 2 355 000 | 1.0            | 14         | 14            |               | 1750                     |                      |            | 25         | 6          |
| 2020                                                                            | 26 130               | 2 489 780 | 1.0            | 13         | 13            |               | 2010                     |                      |            | 25         | 6          |
| Fuente: Catholic-Hierarchy, que a su vez toma los datos del Anuario Pontificio. |                      |           |                |            |               |               |                          |                      |            |            |            |